# 홍천종합버스터미널
홍천종합버스터미널(洪川綜合-)은 강원특별자치도 홍천군 홍천읍 홍천로 301 (희망리 393)에 소재한 시외버스 터미널이다.
금강고속에서 운영하는 터미널이며, 자일대우버스 지정 정비공장을 갖추고 있다. 1987년에 개장했으며, 금강고속의 본사가 위치하고 있다. 고속버스 전산망상의 터미널 번호는 280이다.
5번 국도 및 44번 국도 인근의 춘천, 원주, 횡성, 인제, 속초 등을 오가는 시외버스를 비롯하여 동서울터미널의 수도권을 오가는 노선도 다수가 존재한다. 지역으로는 수도권, 호남권, 충청권, 영남권 등을 제외한 모든 광역 생활권 지역의 거점 터미널로 오가는 노선이 구성되어 있는 것이 특징이며, 경상도권 노선들의 비중이 크다. 군인들의 출타, 휴가 및 귀대를 위해 많이 찾는 곳 중 하나다. 호남권 노선은 순천행과 전주행밖에 없으며, 운행 횟수가 적어서 원주 혹은 동서울로 이동해야 한다.

## 운행 노선

### 고속버스
서울 방면 고속버스 노선이 2018년 6월 1일부터 운행 중단되었다.

### 시외버스
| 방면        | 행선지 |
| ----------- | --- |
| 수도권 방면 | 고양, 동서울, 상봉, 성남, 수원, 안산, 양평, 용문, 용인, 의정부, 인천 |
| 강원권 방면 | 간성, 강릉, 거진, 낙산, 내면, 내촌, 대진, 대화, 두촌, 백담입구, 상남, 서석, 서화, 성산, 속초, 신남, 양구, 양덕원, 양양, 영월, 원주, 원통, 인제, 장평, 진부, 정선, 춘천, 평창, 해안, 현리, 횡성 |
| 충청권 방면 | 대전, 유성, 청주 |
| 호남권 방면 | 순천, 전주 |
| 영남권 방면 | 경주, 북대구, 서대구, 부산, 신복, 울산, 포항 |

## 갤러리

터미널 입구